# Сола, Вяйнё
'Яло Вяйнё Сола (до 1906 года — Сандберг) (фин. Jalo Wäinö Sola; 8 января 1883, Гельсингфорс, Великое княжество Финляндское, Российская империя — 12 октября 1961, Хельсинки, Финляндия) — финcкий театральный деятель, оперный певец (тенор), режиссёр, музыкальный педагог, переводчик, профессор Хельсинкской консерватории. Одна из самых видных фигур в финской оперной культуре.

## Биография
Начинал творческую карьеру  членом хора Шведского театра в 1898—1901 годах.
В 1901—1903 годах участвовал в спектаклях Гельсингфорсского  рабочего театра, в 1903—1908 годах работал в Выборгском театре; в 1908—1914 годах выступал на сцене Финского национального театра. Учился пению в Выборге (1908), в консерватории Штерна (1909—1910), в Париже (1910), Милане (1911), Франции (1912) и Германии (1913).
В 1911 году вместе с Эдвардом Фацером участвовал в создании постоянно действующего оперного театра (ныне Финская национальная опера), был её ведущим солистом и главным режиссёром до 1949 года. Поставил более чем 100 опер и оперетт на финском, шведском, французском и немецком языках, участвовал в 1900 спектаклях. С 1908 года также дал около 1150 концертов. С 1919 года был ведущим тенором Финской оперы и исполнял там самые важные партии.
Гастролировал в Германии, России и других странах. Перевёл на финский язык либретто 25 опер и многие песни.
В 1923—1949 годах преподавал вокал и пластику в Хельсинкской консерватории (с 1944 — профессор).
С 1936 по 1943 год снялся в трёх кинофильмах.
В 1906 году женился на актрисе Элли Мальм, с которой познакомился в Выборге. В браке родились два сына и три дочери. Издал воспоминания: «Вяйнё Сола рассказывает» (Vaino Sola kertoo, 1951—1952).